# إسنلر
إسنلر (بالتركية: Esenler) إحدى مديريات الجانب الأوروبي من إسطنبول، بتركيا. تتميز إسنلر بأنها منطقة مكتظة بالسكان من الطبقة العاملة، في وسط أحياءها الصناعية القريبة منها مثل غازي عثمان باشا (بالتركية: Gaziosmanpaşa) و«كون كورەن» (بالتركية: Güngören) و«باغجةلر» (بالتركية: Bağcılar). رئيس البلدية هو «محمد توفيق غوكسو» (بالتركية: Mehmet Tevfik Göksu) من حزب العدالة والتنمية.

## التاريخ
في عصر الدولة العثمانية، كانت تلك المنطقة تقع خارج أسوار المدينة، وكان يوجد بها قريتا «ليتروس» (Litros) و«أفاس» (Avas)، والتي كان يسكنهما مزارعون يونانيون.
أثناء التبادل السكاني عام 1923م بين اليونان وتركيا، تم ترحيل هؤلاء القرويين اليونانيين إلى اليونان ثم استقر فيها الأتراك الذين تم ترحيلهم قادمين من مقدونيا في نفس المكان.
كانت إسنلر جزءًا من منطقة باقر كوي حتى عام 1992م ثم جزءًا من منطقة «كون كورەن» بين عامي 1992م و 1994م.

## إسينلار اليوم
انتهى المطاف بأعداد كبيرة من الأشخاص الذين هاجروا إلى اسطنبول في الستينيات والتسعينيات إلى السُكنى بمناطق مماثلة مثل إسنلر.
يبلغ عدد سكان إسنلر أكثر من نصف مليون نسمة، ولا تملك إسنلر البنية التحتية الكافية، مما يؤدي إلى ازدحام المدارس والعديد من المشكلات الأخرى.
يوجد في إسنلر محطة الحافلات الضخمة الخاصة بالجانب الأوروبي لإسطنبول، ومنها تنطلق الحافلات للتوصيل بين جميع المدن التركية.

## روابط خارجية
- الموقع الرسمي لحاكم المقاطعة (بالتركية)
- الموقع الرسمي لبلدية المقاطعة (بالتركية)
- موقع أخبار محلية (بالتركية)